# El Caracol (Belize)

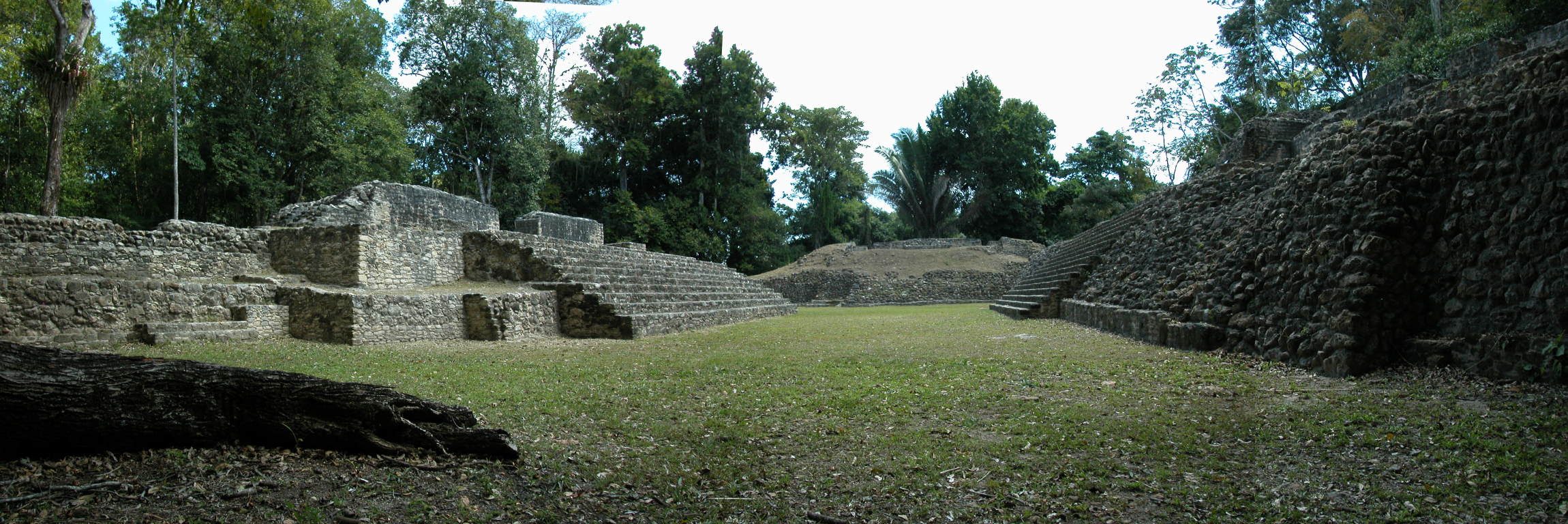
Acròpoli sud

Caragol o El Caragol és el nom que s'ha donat a un jaciment arqueològic maia precolombí situat en el districte Cayo a Belize.
Les ruïnes estan a 40 km al sud de Xunantunich i del poblat de San Ignacio Cayo, en una elevació de 460 msnm, a la regió muntanyenca baixa dels monts Maya. La ciutat, que tingué l'apogeu en el període clàssic, degué ser el centre polític més important dels maies dins de l'actual territori de Belize. El nom antic en llengua maia del jaciment és Oxhuitzá.

## Governants de Caragol
- 331–349: Et' Kab' Chaak
- ca. 470: K'ak' Ujol K'inich I
- 484–514: Yajaw Et' K'inich I
- 531–534: K'an I
- 553–593: Yajaw Et' K'inich II
- 599–613: Know

- 618–658: K'an II
- 658–680: K'ak' Ujol K'inich II
- ca. 700: nom desconegut
- mitjan s. VIII: nom desconegut
- 793: Tum Yohl K'inich
- 798: K'inich Joy K'awiil
- 810–830: K'inich Toob'il Yoaat
- 835–849: K'an III
- 859: nom desconegut